# Ctenoplusia astrapaea
Ctenoplusia astrapaea är en fjärilsart som beskrevs av Claude Dufay 1972. Ctenoplusia astrapaea ingår i släktet Ctenoplusia och familjen nattflyn. Inga underarter finns listade i Catalogue of Life.